# Gavrilov-Jam
Gavrilov-Jam (ruski: Гаври́лов-Я́м) grad je u Rusiji, u Jaroslavljskoj oblasti.

## Zemljopisni smještaj
Nalazi se na obalama rijeke Kotoroslja, 220 km sjeveroistočno od Moskve.

## Stanovništvo
Broj stanovnika: 17.792 (2010.).

## Povijest
Osnovan je 1545. godine na mjestu Trojstvo-Sergijevskog samostana, 7 km od Rostovsko-Suzdaljskog trakta kao selo Gavrilov Jam. Sudeći po nazivu "jam", u njemu je bila postaja, gdje se držalo poštanske konje.
Status grada ima od 1938. godine.

## Gospodarstvo
U gradu se nalaze željeznička postaja, pogoni za proizvodnju motora za vojne zrakoplove, laneni kombinat i proizvodnja građevinskih tvoriva (materijala).

## Vanjske poveznice
|  | Zajednički poslužitelj ima još gradiva o temi Gavrilov-Jam |

- Službena stranica (rus.)